# مسترال أيه آي
ميسترال (ذكاء اصطناعي) (Mistral AI)، هي شركة فرنسية تبيع منتجات الذكاء الإصطناعي. تم تأسيسها في أبريل سنة 2023 بواسطة موظفي منصات ميتا وجوجل ديب مايند.
الشركة جمعت استثمارات مقدارها 385 مليون أورو في أكتوبر 2023 ، وبحلول شهر ديسمبر من نفس السنة، أصبحت قيمة الشركة أزيد من إثنين مليار دولار، وبهذا أصبحت الشركة الناشئة الأكثر تمويلًا في مجال الذكاء الاصطناعي التوليدي في أوروبا.
الشركة تنتج نماذج لغة كبيرة مفتوحة المصدر،  ترويجا لأهمية تأسيس البرمجيات مفتوحة المصدر، وكرد على النماذج المغلوقة المصدر ذات الملكية الخاصة.
ابتداءا من مارس 2024، تم نشر نموذجين وهما متاحان على شكل عدة أوزان. وتتوفر ثلاثة نماذج أخرى، بأوزان صغيرة ومتوسطة وكبيرة، عبر واجهة برمجة التطبيقات (API) فقط.

## تاريخ
تأسست شركة ميسترال للذكاء الاصطناعي في أبريل 2023 على يد آرثر مينش وغيوم لامبل وتيموثي لاكروا. قبل أن يأسس آرثر مينش ميسترال، كان قد اشتغل من قبل بشركة جوجل ديب مايند، التي تعد كمختبر جوجل للذكاء الاصطناعي، في حين أن غيوم وتيموثي اشتغلوا بمنصات ميتا.
التقى المؤسسون عندما كانوا طلابا بالمدرسة متعددة التقانات. وسميت ميسترال بهذا الاسم نسبة إلى الرياح القوية التي تهب في فرنسا.
في يونيو 2023، أطلقت الشركة الناشئة أول عملية جمع تبرعات بقيمة 105 ملايين يورو (117 مليون دولار) من مستثمرين حول العالم، من ضمنهم الصندوق الأمريكي لايت سبيد فينتشور بارتنرز والمستثمران إيريك شميت وكزافييه نيل وشركة جي سي دوكو الفرنسية. وتم تقدير قيمة الشركة بواسطة فاينانشيال تايمز حوالي 240 مليون أورو (267 مليون دولار).
في 27 شتنبر 2023، أتاحت الشركة نموذج معالجة اللغة الخاص بها "ميسترال 7ب" مجانا وبشكل مفتوح للجميع بموجب ترخيص أباتشي 2.0. بحيث يحتوي هذا النموذج على 7 مليار معلمة، وهو حجم صغير مقارنة بمنافسيه.
في 10 ديسمبر 2023، أعلنت شركة ميسترال للذكاء الاصطناعي أنها جمعت 385 مليون يورو (428 مليون دولار) كجزء من حملتها الثانية لجمع التبرعات. تتضمن هذه الجولة من التمويل وبشكل خاص، صندوق كاليفورنيا أندريسن هورويتز، وبي إن بي باريبا وناشر البرامج سيلز فورس.
في 11 ديسمبر 2023، أصدرت الشركة نموذج ميكسترال 8x7ب ذو 46.7 مليار معلمة ولكن باستخدام 12.9 مليار فقط لكل رمز (توكن) بفضل بنية مزيج من الخبراء. يتقن النموذج 5 لغات (الفرنسية والإسبانية والإيطالية والإنجليزية والألمانية) ويتفوق بحسب اختبارات مطوريه على نموذج "لاما 2 70ب" من منصات ميتا. تم أيضًا تقديم إصدار تم تدريبه على اتباع التعليمات ويسمى "ميكسترال 8x7ب انستراكت".
في 26 فبراير 2024، أعلنت مايكروسوفت عن شراكة جديدة مع الشركة لتوسيع تواجدها في صناعة الذكاء الاصطناعي سريعة التطور. وبموجب الاتفاقية، ستكون نماذج لغة ميسترال الغنية متاحة على سحابة مايكروسوفت أزور، في حين سيتم إطلاق مساعد المحادثة متعدد اللغات "لو شات Le Chat" بنفس أسلوب شات جي بي تي.
في 10 أبريل 2024، أصدرت الشركة نماذج من مزيج الخبراء، ميكسترال 8x22ب، التي تقدم أداءً عاليًا وفقًا للمعايير المختلفة مقارنة بالنماذج المفتوحة الأخرى. [بحاجة لمصدر]
في 16 أبريل 2024، كشفت التقارير أن ميسترال كانت تجري محادثات لجمع 500 مليون يورو، وهي صفقة من شأنها أن تزيد من ضعف قيمتها الحالية، وصولا إلى 5 مليارات يورو على الأقل.

## النماذج

### نماذج الوزن المفتوح

#### ميسترال 7ب
ميسترال 7ب هو نموذج لغة ذو 7.3 مليار معلمة يعتمد على بنية المحولات. تم إصداره رسميًا في 27 شتنبر 2023، عبر رابط مغناطيسي بت تورنت، و هاجينج فايس. تم إصدار النموذج بموجب ترخيص أباتشي 2.0. ادعى منشور مدونة الإصدار أن النموذج يتفوق في الأداء على لاما 2 13ب في جميع المعايير التي تم اختبارها، وهو على قدم المساواة مع لاما 34ب حسب عدة معايير تم اختباره بها.

#### ميكسترال 8x7ب
تمامًا مثل نموذج ميسترال الأول، تم إصدار ميكسترال 8x7ب عبر رابط بت تورنت المنشور على منصة تويتر في 9 دجنبر سنة 2023. وبعد ذلك تم إصدار هاجين فايس ومنشور مدونة بعد يومين.
على عكس طراز ميسترال السابق، يستخدم ميكسترال 8x7ب هندسة متناثرة من مزيج من الخبراء. يحتوي النموذج على ثمانية مجموعات متميزة من "الخبراء"، مما يمنح النموذج إجمالي 46.7 مليار معلمة قابلة للاستخدام. يمكن لكل رمز مميز استخدام 12.9 مليار معلمة فقط، وبالتالي النموذج يعطي سرعة وتكلفة التي يعطيها نموذج ذو 12.9 مليار معلمة.

#### ميكسترال 8x22ب
على غرار طرازات ميسترال المفتوحة السابقة، تم إصدار ميكسترال 8x22ب عبر رابط بت تورنت على منصة تويتر في 10 أبريل 2024، مع إصدار على هاجين فايس بعد فترة وجيزة. يستخدم النموذج بنية مشابهة لتلك الخاصة بميسترال 8x7ب ، ولكن مع كل خبير لديه 22 مليار معلمة بدلا من 7. في المجموع، يحتوي النموذج على 141 مليار معلمة، حيث يتم مشاركة بعض المعلمات بين الخبراء.

#### ميسترال كبير 2
تم الإعلان عن ميسترال كبير 2 في 24 يوليو 2024، وتم إصداره على هاجين فايس. على عكس النسخة السابقة من نموذج ميسترال الكبير، تم إصدار هذا الإصدار بأوزان مفتوحة. وهي متاحة مجانا مع رخصة ميسترال للأبحاث، وبرخصة تجارية لأغراض تجارية. تدعي شركة ميسترال للذكاء الاصطناعي أن هذا النموذج يتقن عشرات اللغات، بما في ذلك العديد من لغات البرمجة. يحتوي النموذج على 123 مليار معلمة وطول سياق يبلغ 128,000 رمز. أدائها في المعايير تنافسية مع نموذج لاما 3.1 405ب لاما (ذكاء اصطناعي) المملوك لمنصة ميتا، لا سيما في المهام المتعلقة بالبرمجة.

#### كودسترال 22 ب
كودسترال هو أول نموذج وزن مفتوح يركز على الرمز البرمجي من ميسترال. كودسترال تم إصداره في 29 مايو 2024. إنه نموذج خفيف الوزن مصمم خصيصا لمهام إنشاء التعليمات البرمجية. اعتبارا من تاريخ إصداره، يتجاوز هذا النموذج لاما3 70ب من شركة ميتا و دييبسيك كودر 33ب، وهو نموذج آخر يركز على الرمز البرمجي، حسب معيار هيومان ايفال (78.2٪ - 91.6٪). يدعي ميسترال أن كودسترال يجيد أكثر من 80 لغة برمجة. لدى كودسترال ترخيص خاص والذي يحظر استخدامه لأغراض تجارية.

#### ماثسترال 7 ب
ماثسترال 7ب هو نموذج يحتوي على 7 مليارات معلمة أصدرته ميسترال للذكاء الاصطناعي في 16 يوليوز 2024. يركز على موضوعات العلوم والتكنولوجيا والهندسة والرياضيات، ويحقق درجة 56.6٪ في معيار على معيار حل مسائل الرياضيات و 63.47٪ على معيار الفهم اللغوي الهائل متعدد المهام [الإنجليزية]. تم إنتاج النموذج بالتعاون مع مشروع نومينا.، وتم إصداره بموجب ترخيص أباتشي 2.0. ويبلغ طول سياقه 32 ألف رمز.

#### كودسترال مامبا 7 ب
يعتمد كودسترال مامبا على معمارية مامبا 2، والتي تستطيع توليد استجابات ذات إدخال طويل. وعلى عكس كودسترال، فلقد تم إصدار هذا النموذج بموجب ترخيص أباتشي 2.0. في حين أن الإصدارات السابقة غالبًا ما تضمنت كلا من النموذج الأساسي ونسخة التعليمات، فقد تم إصدار نسخة التعليمات فقط من كودسترال مامبا.

### نماذج واجهة برمجة التطبيقات فقط
على عكس ميسترال 7ب و ميكسترال 8x7ب و ميكسترال 8x22ب ، فإن النماذج التالية مغلقة المصدر ومتاحة فقط من خلال واجهة برمجة تطبيقات ميسترال.

#### ميسترال الكبير
تم إطلاق ميسترال كبير في 26 فبراير 2024، وتدعي شركة ميسترال أن النموذج يحتل المرتبة الثانية في العالم بعد جي بي تي 4 لأوبن إي أي.
النموذج يجيد اللغات الإنجليزية والفرنسية والإسبانية والألمانية والإيطالية، حيث تدعي ميسترال أنه يفهم كل من القواعد والسياق الثقافي، ويوفر قدرات الترميز. ابتداءا من عام 2024، أصبح ميسترال الكبير المنتج الرائد للشركة. وهو متوفر أيضًا على مايكروسوفت أزور.
في يوليوز 2024، تم إصدار ميسترال الكبير 2، ليحل محل ميسترال الكبير الأصلي. على عكس النموذج الأصلي، تم إصداره مع الأوزان المفتوحة.

#### ميسترال متوسط
يتم تدريب ميسترال المتوسط على لغات مختلفة بما في ذلك الإنجليزية والفرنسية والإيطالية والألمانية والإسبانية والرموز البرمجية بدرجة 8.6 على معيار MT-Bench (متعدد المنعطفات المعيارية). تم تصنيفه في الأداء أعلى من كلود وأقل من جي بي تي 4 وفقًا لمعيار LMSys ELO Arena.

#### ميسترال صغير
مثل الطراز الكبير، تم إطلاق الطراز الصغير في 26 فبراير 2024. ويهدف إلى أن يكون نموذجًا خفيف الوزن ذو زمن استجابة منخفض، مع أداء أفضل من ميكسترال 8x7ب.

## وصلات خارجية
- الموقع الرسمي
- مسترال أيه آي على موقع Hugging Face (الإنجليزية)